# Albrich
Albrich – polski herb szlachecki, nadany w zaborze austriackim.

## Opis herbu
Opis stworzony zgodnie z klasycznymi regułami blazonowania:
W polu błękitnym wieża srebrna o trzech blankach, dwóch oknach czarnych i bramie zamkniętej drzwiami brunatnymi, stojąca na pagórku zielonym. Nad nią korona złota. Klejnot: jedno pióro strusie złote między dwoma błękitnymi. Labry złote podbite błękitem.

## Najwcześniejsze wzmianki
Nadany Franciszkowi Albrich, sekretarzowi gubernialnemu, z przydomkiem von Ehrenwerth w Galicji 25 czerwca 1793 roku.

## Herbowni
Albrich von Ehrenwerth.